# Contarinia fagi
Contarinia fagi är en tvåvingeart som beskrevs av Rubsaamen 1921. Contarinia fagi ingår i släktet Contarinia och familjen gallmyggor. Inga underarter finns listade i Catalogue of Life.